# 비재화
경제학에서 비재화(bad)란 재화(good)의 반대말로서, 음의 가치로 거래되는 대상을 의미한다. 재화의 가격은 양수로 나타낼 수 있음에 반해, 비재화의 가격은 음수로 나타내게 된다. 즉, 비재화를 다른 경제 구성원과 교환하고자 할 경우에는 그 음의 가격에 해당하는 화폐를 지불하면서 양도해야 한다. 쓰레기는 비재화의 대표적 사례이다.